# Heliothis virescens
Espèce
Heliothis virescens (la noctuelle des bourgeons du tabac ou noctuelle verdoyante) est une espèce d'insectes lépidoptères de la famille des Noctuidae originaire d'Amérique. 
Heliothis virescens est un insecte ravageur, dont la chenille défoliatrice attaque de nombreuses cultures importantes comme la luzerne, le trèfle, le cotonnier, le lin, le soja et le tabac, ainsi que diverses plantes potagères et ornementales. 
Cette espèce est apparue comme  un ravageur important des cultures de cotonnier en Louisiane au milieu des années 1930. Elle a prospéré après guerre dans le sud des États-Unis, conduisant à l'élimination de la culture du coton dans diverses régions. Deux facteurs ont conduit à ce résultat : les traitements insecticides contre le charançon du cotonnier (Anthonomus grandis), qui ont éliminé ses ennemis naturels, et la résistance de la noctuelle à tous les insecticides alors disponibles.

## Synonymes
Selon GBIF (11 juillet 2015) :
- Aspila rhexiae
- Chloridea rhexiae

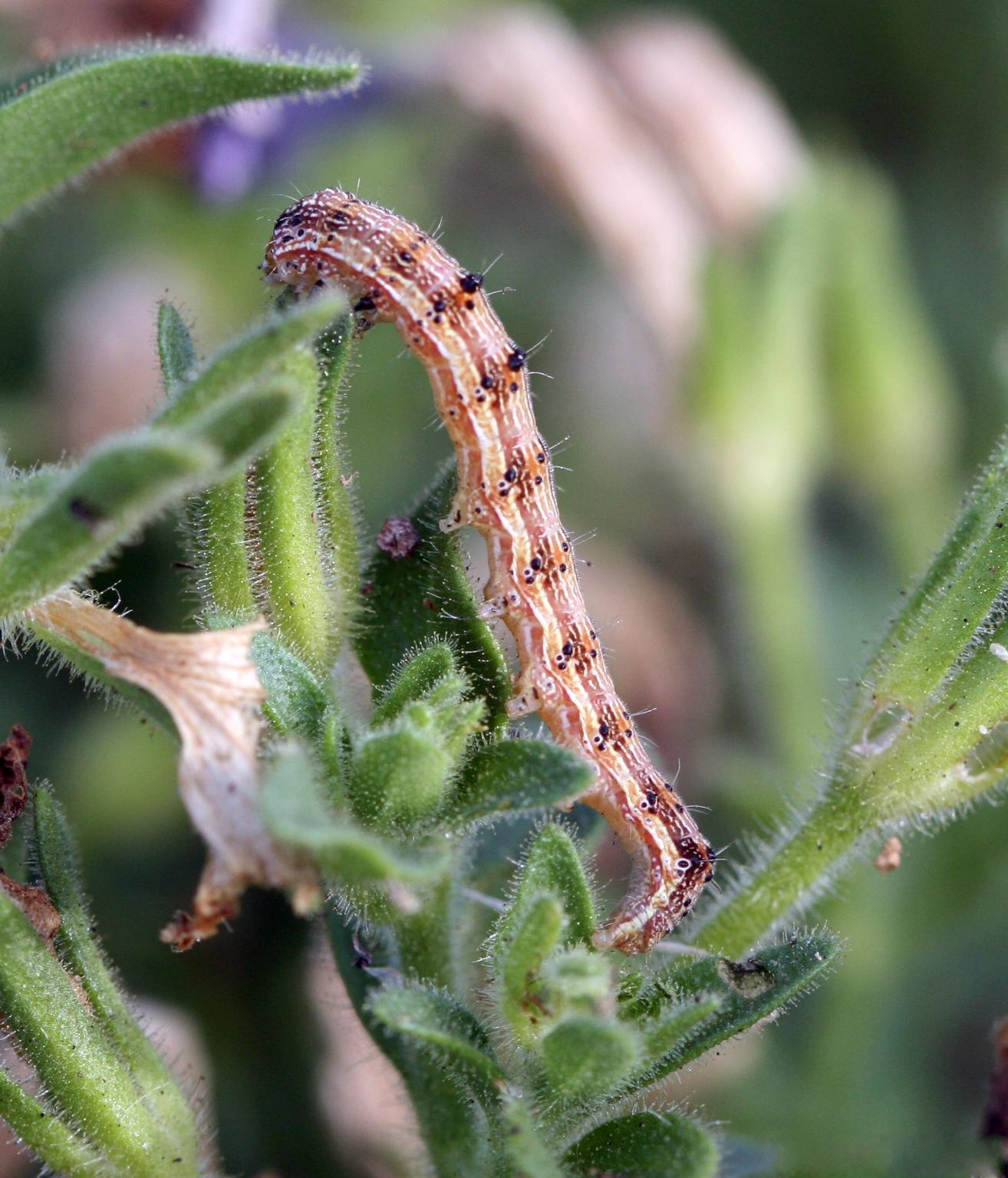
Chenille (sur pétunia).

- Heliothis spectanda Strecker, 1876
- Noctua virescens Fabricius, 1777
- Phalaena rhexiae Smith, 1797
- Xanthia prasina Walker, 1857
- Xanthia viridescens Walker, 185